# Frank Messmer
Frank Messmer (...) è un ex giocatore di football americano tedesco che ha giocato come defensive end.

## Palmarès
- 1 World Bowl (Frankfurt Galaxy, 1995)